# Miliakdjuin Island
Miliakdjuin Island är en ö i Kanada.   Den ligger i territoriet Nunavut, i den östra delen av landet, 2 300 km norr om huvudstaden Ottawa. Arean är 2,1 kvadratkilometer.
Terrängen på Miliakdjuin Island är lite kuperad. Öns högsta punkt är 222 meter över havet. Den sträcker sig 2,9 kilometer i nord-sydlig riktning, och 1,8 kilometer i öst-västlig riktning.